# Port lotniczy Toronto-Lester B. Pearson

Plan portu lotniczego Toronto-Lester B. Pearson

Port lotniczy Toronto-Lester B. Pearson (ang. Toronto Pearson International Airport, kod IATA: YYZ, kod ICAO: CYYZ) – międzynarodowe lotnisko obsługujące Toronto, w Ontario. Największy port lotniczy Kanady. W 2011 obsłużył około 43 mln pasażerów. Ląduje tu lub startuje ponad 425 tysięcy samolotów rocznie.
Większa część lotniska położona jest w mieście Mississauga, na zachód od Toronto i jedynie jego południowo-wschodni kraniec leży w granicach administracyjnych Toronto. Lotnisko jest głównym węzłem linii lotniczej Air Canada. Jest zarządzane przez agencję o nazwie Greater Toronto Airports Authority.
W 2007 uznane przez brytyjski Institute of Transport Management za najlepsze lotnisko w świecie.

## Infrastruktura portu
Lotnisko posiada pięć dróg startowych: trzy zorientowane w głównym kierunku wiatru wschód-zachód (na kierunku 05/23, 06L/24R i 06R/24L) oraz dwa służące do startów i lądowań, gdy wieją wiatry północne (na kierunku 15L/33R i 15R/33L). Lotnisko posiada rozległą sieć dróg do kołowania oraz nowoczesne instalacje odladzające.
Ruch pasażerski wspomagają dwa terminale: Terminal 1 i Terminal 3. Natomiast Terminal 2 zostanie zburzony w celu powiększenia parkingu. Dodatkowo istnieją trzy mniejsze terminale: T2 Satalite, T3 Satalite i tymczasowy Infield Holdroom Terminal, które mogą ponownie znaleźć zastosowanie, jeżeli przepustowość portu by tego wymagała. Głównym lokatorem Terminalu 1 jest narodowy przewoźnik Air Canada.
W 2015 port składać się będzie wyłącznie z Terminali 1 i 3, będąc w stanie obsłużyć do 50 mln podróżnych rocznie. Istnieją plany wyburzenia około 2020 roku Terminalu 3, w wyniku czego jednoterminalowe, rozbudowane lotnisko i tak powinno obsłużyć 65 mln podróżnych rocznie.
Obok ruchu pasażerskiego lotnisko jest ważnym portem lotniczym towarowym (ang.: cargo). Na lotnisku istnieją Cargo Terminal 1 i 2, Fedex Terminal, Air Canada Terminal i Vista Terminal. Każdy z tych terminali posiada własną płaszczyznę do kołowania i parkowania samolotów.
W północnej części lotniska wokół drogi do kołowania Taxiway Kilo zgromadzone są hangary i stanowiska firm zajmujących się drobnymi usługami lotniczymi. Od lipca 2007 sporym udogodnieniem na lotnisku są szybkie połączenia międzyterminalowe. W miejsce wahadłowych autobusów sprowadzono z Austrii dwie szybkie kolejki. Każdy z sześciu wagonów mieści 150 pasażerów z bagażami, a pokonanie tej krótkiej, ale niewygodnej dla podróżnych trasy między terminalami jest błyskawiczne: 3,5 minuty.

## Odprawa
Jest to jedno z 8 kanadyjskich lotnisk, gdzie przechodzi się wstępną odprawę celno-bagażową jeszcze przed przekroczeniem granicy z USA. Po jej odprawie pasażer samolotu na terenie USA traktowany jest odtąd jako podróżny krajowy. Jest to szczególnie istotne dla tych, którzy odbywają podróż z przesiadkami i chcą uniknąć opóźnień. Amerykańscy pogranicznicy na kanadyjskich lotniskach mają prawo przesłuchania i przeszukania podróżnego, ale nie mogą go aresztować.

## Katastrofy
- Katastrofa lotu Air Canada 621
- Katastrofa lotu Air France 358

## Połączenia

### Terminal 1
- Air Canada
  - krajowe: (Calgary, Charlottetown [sezonowe], Deer Lake (Newfoundland), Edmonton, Fort McMurray, Halifax, Kelowna, Montréal, Ottawa, St. John’s, Vancouver, Victoria, Winnipeg)
  - w Stanach Zjednoczonych: (Atlanta, Boston, Chicago-O’Hare, Dallas/Fort Worth, Denver, Fort Lauderdale, Fort Myers, Houston-Intercontinental, Las Vegas, Los Angeles, Miami, Nowy Jork-LaGuardia, Newark, Orlando, Phoenix, San Diego, San Francisco, San Juan [sezonowe], Seattle/Tacoma, Tampa, Washington-Reagan, West Palm Beach)
  - międzynarodowe: (Antigua, Aruba, Barbados, Bermuda, Bogotá, Buenos Aires-Ezeiza, Cancún, Caracas, Cayo Coco, Cayo Largo del Sur, Cozumel, Dublin [sezonowe], Frankfurt nad Menem, Grand Cayman, Hawana, Holguin, Port lotniczy Hongkong, Kingston, La Romana, Liberia (CR) [sezonowe], Los Cabos, Lima, Londyn-Heathrow, Manchester (UK) [sezonowe], Meksyk, Montego Bay, Monachium, Nassau, Paryż-Charles de Gaulle, Pekin, Port of Spain, Providenciales, Puerto Plata, Puerto Vallarta, Punta Cana, Rzym-Fiumicino, San José (CR), San José del Cabo, Santiago, São Paulo-Guarulhos, Seul-Incheon, Szanghaj-Pudong, Shannon [sezonowe], St. Maarten [sezonowe], St. Lucia, Tel Awiw, Tokio-Narita, Varadero, Ixtapa-Zihuatanejo, Zurych, Warszawa [sezonowe])
- Air Canada obsługiwane przez Air Georgian: (Albany, Allentown/Bethlehem/Easton, Harrisburg, Hartford/Springfield, Kingston (ON), Manchester (NH), Providence, Rochester (NY), Sarnia, White Plains)
- Air Canada Jazz (Atlanta, Baltimore/Washington, Boston, Charlotte, Charlottetown [sezonowe], Chicago-O’Hare, Cleveland, Columbus, Detroit, Filadelfia, Fredericton, Halifax, Hartford/Springfield, Indianapolis, Kansas City, London (ON), Milwaukee, Minneapolis/St. Paul, Moncton, Montréal, Nashville, Nowy Jork-LaGuardia, Newark, North Bay, Ottawa, Pittsburgh, Quebec City, Raleigh/Durham, Regina, Saint John, Sarasota/Bradenton [sezonowe], Saskatoon, Sault Ste. Marie, St. Louis, Sudbury, Thunder Bay, Timmins, Waszyngton-Reagan, Windsor, Winnipeg)
- Air Jamaica (Kingston)
- Alitalia (Mediolan-Malpensa, Rzym-Fiumicino [sezonowe])
- Austrian Airlines (Wiedeń)
- Etihad Airways (Abu Zabi, Bruksela)
- LOT (Warszawa)
- Lufthansa (Frankfurt nad Menem)
- Mexicana (Meksyk)
- United Airlines (Chicago-O’Hare, San Francisco)
- United Express obsługiwane przez Chautauqua Airlines (Waszyngton-Dulles)
- United Express obsługiwane przez Shuttle America (Denver, Waszyngton-Dulles)

### Terminal 3
- Aeroflot (Moskwa-Szeremietiewo)
- Air France (Paryż-Charles de Gaulle)
- Air India (Amritsar, Birmingham, Bombaj, Delhi)
- Air Transat (czartery)
- American Airlines (Chicago-O’Hare, Dallas/Fort Worth, Los Angeles, Miami, Nowy Jork-LaGuardia)
- American Eagle (Boston, Nowy Jork-JFK, Nowy Jork-LaGuardia)
- British Airways (Londyn-Heathrow)
- Caribbean Airlines (Port of Spain)
- CanJet (czartery)
- Cathay Pacific (Hongkong)
- Continental Airlines (Houston-Intercontinental, Newark)
- Continental Express obsługiwane przez ExpressJet Airlines (Cleveland, Houston-Intercontinental, Newark)
- Condor Airlines (Frankfurt nad Menem)
- Cubana de Aviación (Camaguey, Cienfuegos, Hawana, Holguin, Varadero)
- Czech Airlines (Praga) [do 8 stycznia 2008]
- Delta Air Lines (Atlanta)
- Delta Connection obsługiwane przez Atlantic Southeast Airlines (Atlanta)
- Delta Connection obsługiwane przez Comair (Cincinnati/Northern Kentucky, Nowy Jork-JFK)
- Delta Connection obsługiwane przez SkyWest (Salt Lake City)
- Finnair (Helsinki) [sezonowe]
- Jet Airways (Bruksela, Delhi)
- Kelowna Flightcraft (Kelowna)
- KLM (Amsterdam)
- Korean Air (Seul-Incheon)
- Midwest Airlines
- Midwest Connect obsługiwane przez Skyway Airlines (Milwaukee)
- MyTravel Airways (Londyn-Gatwick)
- Northwest Airlines (Detroit, Minneapolis/St. Paul)
- Northwest Airlink obsługiwane przez Pinnacle Airlines (Memphis, Minneapolis/St. Paul)
- Pakistan International Airlines (Islamabad, Karaczi, Lahaur)
- SATA International (Faro, Lizbona, Ponta Delgada, Porto, Terceira)
- Skyservice (czartery)
- Sunwing Airlines (Acapulco [sezonowe], Bonaire [sezonowe][3], Cayo Coco [sezonowe], Camaguey [sezonowe], Holguin [sezonowe], Huatulco [sezonowe], Liberia (CR) [sezonowe], Montego Bay [sezonowe], Punta Cana [sezonowe], Puerto Plata [sezonowe], Puerto Vallarta [sezonowe], Santiago de Cuba [sezonowe], Varadero [sezonowe])
- TACA
- TACA obsługiwane przez Lacsa (San Salvador)
- Thomas Cook Airlines (Birmingham, Glasgow-International, Londyn-Gatwick, Manchester, Newcastle)
- Transaero (Moskwa-Domodiedowo, Montreal)
- US Airways (Charlotte, Filadelfia)
- US Airways obsługiwane przez America West Airlines (Las Vegas, Phoenix)
- US Airways Express obsługiwane przez Air Wisconsin (Charlotte, Filadelfia, Pittsburgh, Washington-Reagan)
- US Airways Express obsługiwane przez Piedmont Airlines (Pittsburgh)
- WestJet (Abbotsford, Calgary, Charlottetown, Deer Lake [sezonowe], Edmonton, Fort Lauderdale, Fort Myers, Halifax, Kelowna, Las Vegas, Moncton, Montréal, Nassau, Orlando, Ottawa, Saint John [sezonowe], Saskatoon, St. John’s, Tampa, Thunder Bay, Vancouver, Victoria [sezonowe], West Palm Beach [sezonowe], Winnipeg)

## Odniesienia w kulturze
Nazwę „YYZ” nosi utwór instrumentalny kanadyjskiej grupy Rush pochodzącej z Toronto. Utwór pochodzi z albumu Moving Pictures z 1981 r., a rytmika utworu nawiązuje do rytmu liter YYZ w kodzie Morse’a:
| Y     | Y     | Z   |
| – . – | – . – | – . |